# Prapretno (gmina Šentjur)
Prapretno – wieś w Słowenii, w gminie Šentjur. W 2018 roku liczyła 67 mieszkańców.